# Salt amb esquís als Jocs Olímpics d'hivern de 1998
Als Jocs Olímpics d'Hivern de 1998 celebrats a la ciutat de Nagano (Japó) es disputaren tres proves de salt amb esquís en categoria masculina.
El salt normal es realitzà el dia 10 de febrer sobre un trampolí de 90 metres, el salt llarg es feu el dia 14 de febrer sobre un trampolí de 120 metres i la prova per equips el dia 17 de febrer de 1998 a les instal·lacions de l'estadi de salts Hakuba. Hi participaren un total de 68 saltadors de 19 comitès nacionals diferents.

## Resum de medalles
| Prova                  | Or                                                                     | Argent                                                                  | Bronze                                                                                    |
| Salt amb esquís 90 m.  | Jani Soininen                                                          | Kazuyoshi Funaki                                                        | Andreas Widhölzl                                                                          |
| Salt amb esquís 120 m. | Kazuyoshi Funaki                                                       | Jani Soininen                                                           | Masahiko Harada                                                                           |
| Prova per equips       | JapóTakanobu Okabe · Hiroya Saito · Masahiko Harada · Kazuyoshi Funaki | AlemanyaSven Hannawald · Martin Schmitt · Hansjörg Jäkle · Dieter Thoma | ÀustriaReinhard Schwarzenberger · Martin Höllwarth · Stefan Horngacher · Andreas Widhölzl |

## Medaller
| Posició | País      | Or | Argent | Bronze | Total |
| 1       | Japó      | 2  | 1      | 1      | 4     |
| 2       | Finlàndia | 1  | 1      | 0      | 2     |
| 3       | Alemanya  | 0  | 1      | 0      | 1     |
| 4       | Àustria   | 0  | 0      | 2      | 2     |
|         |           |    |        |        |       |
| Total   | Total     | 3  | 3      | 3      | 9     |